# Juan Ayala
Juan Ayala (Montevideo o Colonia del Sacramento, 1828 - Buenos Aires, 25 de mayo de 1899) fue un militar uruguayo, que participó en las guerras civiles argentinas, en especial combatiendo la rebelión jordanista (1870-1876) y fue gobernador del Territorio Nacional de La Pampa entre 1885 y 1890.

## Inicios
Inició su carrera militar muy joven, luchando contra el sitio de Montevideo impuesto por el general Manuel Oribe. Se incorporó en 1851 al Ejército Grande, combatiendo en la batalla de Caseros. A fines de 1852 fue incorporado al ejército del Estado de Buenos Aires.
Durante la década de 1850 participó de la lucha de frontera contra los indígenas. Combatió en las batallas de Cepeda y Pavón.
Al iniciarse la Guerra del Paraguay marchó al frente, y obtuvo sucesivos ascenso por acciones de guerra. Entre 1867 y 1870 fue el jefe del Regimiento de Infantería de Línea Nro. 1.

## La rebelión jordanista
En 1870 se inició la rebelión jordanista en la provincia de Entre Ríos, en la que el general Ricardo López Jordán – que había accedido al gobierno de la provincia como resultado de una revolución en la que había sido muerto el titular, Justo José de Urquiza – se rebeló contra la intromisión del gobierno nacional en la política provincial. En la primera campaña, que duró casi un año, Ayala tuvo una actuación secundaria. Finalmente, López Jordán
En 1873, el general López Jordán regresó a Entre Ríos y encabezó una nueva revolución. El ministro de guerra, Martín de Gainza, organizó a su ejército en tres divisiones, que encargó al general Julio de Vedia y a los coroneles Luis María Campos y Juan Ayala. La estrategia del ejército nacional era cercar a las tropas jordanistas, que estaban bien organizadas y armadas. Mientras Vedia perseguía a los rebeldes por el norte de la provincia, Ayala defendió la ciudad de Paraná y contraatacó en la zona oeste. Obtuvo algunos triunfos menores en el Arroyo Las Tunas (23 de junio) y Arroyo Espinillo (30 de agosto).
Reforzado con tropas conducidas por el ministro Gainza, y marchando Ayala como su jefe de su cuerpo de avanzada, inició a principios de diciembre la marcha contra el ejército principal de López Jordán. Derrotaron a sus avanzadas en el arroyo Talita el 8 de diciembre, y al día siguiente sorprendieron a los jordanistas cuando intentaban cruzar el arroyo Don Gonzalo. La victoria fue completa, y causaron un enorme número de bajas en el enemigo, especialmente por el uso de fusiles Remington y cañones Krupp. Después de la batalla, según varios testimonios, varios oficiales y soldados federales fueron fusilados – e incluso lanceados – por orden de Ayala.
Tras algunos encuentros menores, el día de Navidad, el general López Jordán abandonó por segunda vez el territorio entrerriano. Ayala fue nombrado comandante de fronteras de Entre Ríos.
Aún ocupaba la comandancia de frontera de Entre Ríos cuando, en noviembre de 1876, López Jordán inició su tercera campaña. Esta vez no logró sumar gran cantidad de seguidores, ni tenía armamento suficiente. Fue rápidamente alcanzado por Ayala en Alcaracito – al este de La Paz – donde lo dispersó sus fuerzas el 7 de diciembre. Varios de los prisioneros, entre ellos el coronel Cecilio Berón – hijo del gobernador correntino Genaro Berón de Astrada – fueron fusilados por orden de Ayala.

## Primer gobernador de La Pampa
En los años siguiente prestó servicios en la frontera con los indígenas, resistiendo los últimos ataques de los ranqueles. Participó en la organización secundario de la Conquista del Desierto de 1879. Al año siguiente fue ascendido al grado de general de brigada. En 1882 fue nombrado comandante de fronteras de San Luis y Córdoba, con sede en Villa Mercedes.
En 1884 fue nombrado gobernador del recientemente creado Territorio Nacional de La Pampa. Instaló su capital en la localidad de General Acha, ya que Santa Rosa de Toay no sería fundada hasta después del final de su gobierno.
Ordenó levantar un censo de población, que dio un resultado de 12.000 habitantes. También relevó las actividades económicas, resultando que predominaban la ganadería vacuna y lanar, sin casi actividad agrícola; pero también reveló que existía una rudimentaria actividad minera del cobre en Lihué Calel.
Repartió tierras entre los pobladores que quisieran poblar el Territorio; organizó los consejos municipales en General Acha y Victorica; organizó y reglamentó la policía territorial; y fundó varias escuelas.

## Últimos años
Dejó el gobierno a mediados de 1890, si bien su sucesor, Eduardo Pico, no se hizo cargo de la gobernación hasta enero del año siguiente.
Instalado en Buenos Aires, le tocó enfrentar la Revolución del Parque, defendiendo al gobierno de Miguel Juárez Celman. Poco después fue nombrado Jefe de Estado Mayor del Ejército Argentino. Pasó a retiro militar unos años más tarde y falleció en la capital en mayo de 1899.